# Tour du Guangxi féminin
Le Tour du Guangxi féminin est une course cycliste d'un jour, disputée en octobre dans la province du Guangxi, en Chine. Elle coïncide avec la dernière étape de l'épreuve masculine homonyme.
La première édition en 2017 est inscrite au calendrier UCI en catégorie 1.1. En 2018, l'épreuve intègre l'UCI World Tour féminin. Les éditions 2020, 2021 et 2022 sont annulées en raison de la pandémie de Covid-19,.

## Palmarès
| Année | Vainqueur               | Deuxième         | Troisième         |                  |
| ----- | ----------------------- | ---------------- | ----------------- | ---------------- |
| 2017  | Maria Vittoria Sperotto | Amy Cure         | Lucy van der Haar |                  |
| 2018  | Arlenis Sierra          | Hannah Barnes    | Sara Mustonen     |                  |
| 2019  | Chloe Hosking           | Alison Jackson   | Marianne Vos      |                  |
| 2020  | annulé/abandonné        | annulé/abandonné | annulé/abandonné  | annulé/abandonné |
| 2021  | annulé/abandonné        | annulé/abandonné | annulé/abandonné  | annulé/abandonné |
| 2022  | annulé/abandonné        | annulé/abandonné | annulé/abandonné  | annulé/abandonné |
| 2023  | Daria Pikulik           | Chiara Consonni  | Mia Griffin       |                  |
| 2024  | Sandra Alonso           | Giada Borghesi   | Marta Lach        |                  |
| 2025  |                         |                  |                   |                  |